# The Now Show
The Now Show ist eine britische Radio-Comedy, ausgestrahlt auf BBC Radio 4, die eine satirische Version der Nachrichten der Woche präsentieren. Wiederholungen werden auf BBC Radio 4 Extra ausgestrahlt.

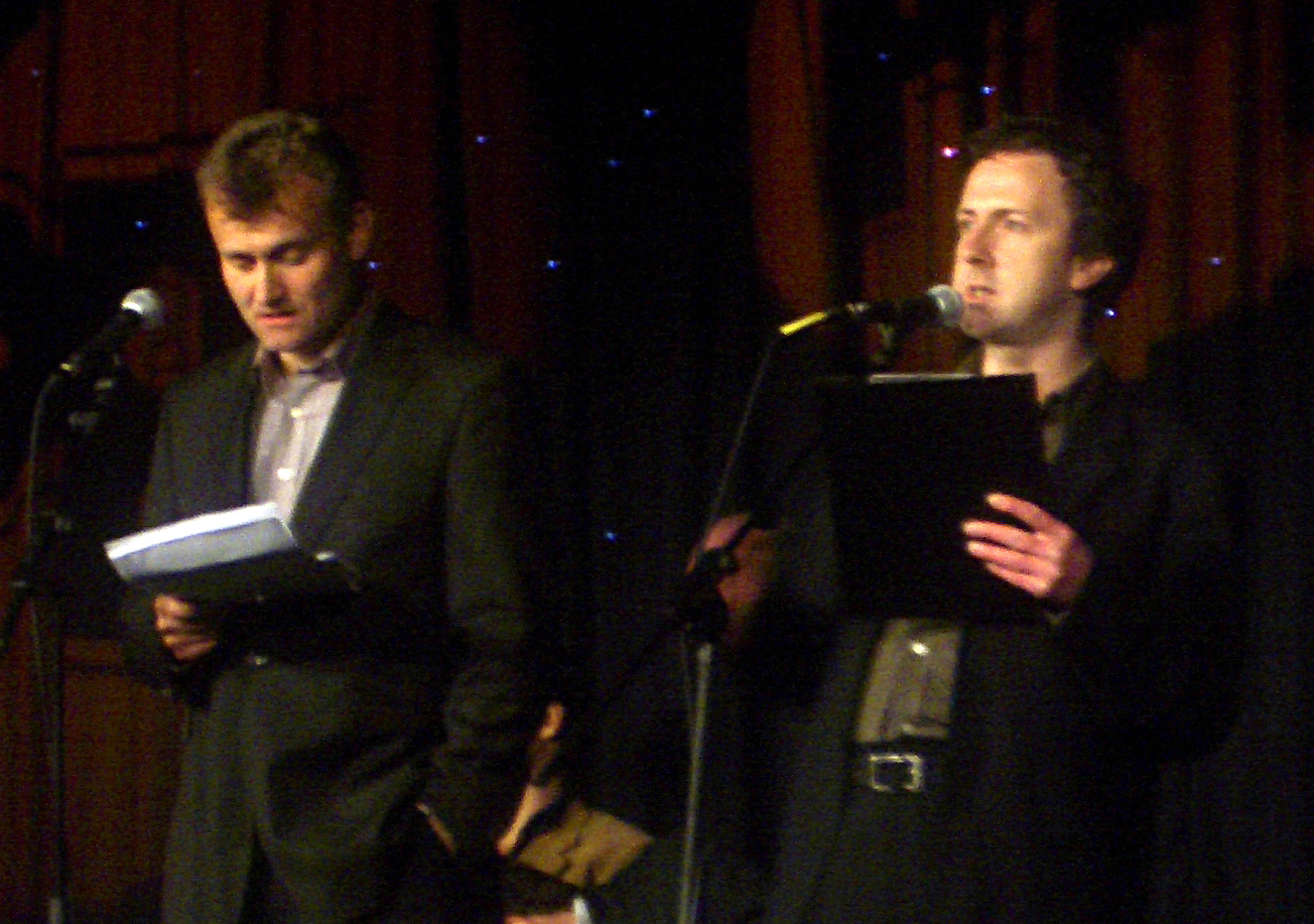
Dennis und Punt bei einer Aufnahme der Now Show beim 2005 Radio Festival

## Struktur und Mitwirker
Die Sendung wird vor einem Publikum am Donnerstagabend, vor der Ausstrahlung am folgenden Freitag, aufgenommen.
Die Idee hatte Bill Dare.
Die Sendung besteht aus Stand-Up, Sketchen und Liedern. Sie wird von Steve Punt und Hugh Dennis moderiert. Frühere regelmäßige Teilnehmer waren Laura Shavin, Emma Kennedy, Jon Holmes und etwas seltener Sue Perkins. Dazu gab es einen Monolog von Marcus Brigstocke und Musik von Pippa Evans, Mitch Benn oder Adam Kay. Heutzutage gibt es allerdings eine größere Bandbreite an Mitwirkern.
Im Großteil der Episoden treten Gäste auf. Dazu gehören unter anderem Al Murray, Richard Stilgoe, Barry Cryer und John Finnemore. Gäste ersetzen auch manchmal abwesende reguläre Teilnehmer.

### Produzenten
- Aled Evans (Serien 1–3)
- Colin Anderson (Serien 19–20, 25–27, 31)
- Katie Marsden (Serien 21–25)
- Ed Morrish (Serien 26–28)
- Julia McKenzie (Serie 29)

## Geschichte
Die erste Episode wurde am 26. September 1998 ausgestrahlt.
Am 22. Juli 2005 wurde die Sendung ohne Publikum ausgestrahlt, da der normale Aufnahmeort (The Drill Hall) gesperrt wurde, wegen seiner Nähe zu einem der Schauplätze einer der fehlgeschlagenen Bombenangriffen, während der Londoner Bombenanschlägen am 21. Juli 2005 gelegen war.
Im Oktober 2016 meinte der regelmäßig auftretende Jon Holmes, er sei gefeuert worden, da die BBC die Sendung diverser hätte machen wollen. Ein Sprecher der BBC meinte daraufhin, die Entscheidung sei aus Gründen der Kreativität und nicht der Diversität erfolgt.

### Versionen
Eine Version namens The Vote Now Show wurde vor den britischen Unterhauswahlen in 2010, 2015 und 2017 ausgestrahlt, sowie eine namens The Now Show 2012 Live, während der Olympischen Spiele 2012 in London. Beide waren dem Original ähnlich.

## Rezeption
The Now Show wurde 2008 bei den Comedy.co.uk Awards zur "Best Radio Entertainment Show" gewählt. Im März 2009 wurden Steve Punt und Hugh Dennis kritisiert, da sie den geplanten Comeback von Michael Jackson mit der IRA verglichen.

## Veröffentlichungen
Punt, Dennis und einige andere haben zwei Bücher veröffentlicht, namens The Now Show Book und The Now Show Book of World Records.
Eine Sammlung von vier Episoden der 2002er Serie wurden am 29. Juli 2002 auf Kassette und CD herausgegeben. Eine weitere Sammlung von Highlights der 20004-2005er Serie sind auf Audible und iTunes herunterladbar.